# 勒登
勒登是德国莱茵兰-普法尔茨州的一个市镇。总面积2.72平方公里，总人口205人，其中男性95人，女性110人（2011年12月31日），人口密度75人/平方公里。